# Temixco
Temixco é um município do estado de Morelos, no México.